# زلتان وارکونی
زُلتان وارکونی (مجاری: Zoltán Várkonyi؛ ۱۳ مه ۱۹۱۲ – ۱۰ آوریل ۱۹۷۹) یک کارگردان فیلم و فیلم‌نامه‌نویس اهل مجارستان بود.
از فیلم‌ها یا برنامه‌های تلویزیونی که وی در آن نقش داشته‌است می‌توان به خودروی رؤیایی اشاره کرد.
وی همچنین برندهٔ جوایزی همچون جایزه کشوت شده‌است.